# Край (сериал)
„Край“ (на турски: Son) e турски драматичен сериал, излязъл на телевизионния екран през 2012 г.

## Сюжет
Е, нищо не е както изглежда. Щастлив брак, съпруг и съпруга, които се обичат, майка и баща, защитаващи децата си. Без съмнения, без лъжи и доверчиви отношения. Има три типа жени: тези, които са омъжени за своя дом, тези, които са женени за децата си, и тези, които са женени за съпруга си. Айлин е жена, която е омъжена за съпруга си и то от първия ден. Но един ден тя разбира, като неочакван шамар, че целият й живот всъщност е голяма лъжа.

## Актьорски състав
- Игит Йозшенер – Селим Каран
- Нехир Ердоган – Айлин Каран
- Еркан Джан – Али Окутан
- Беррак Тюзюнатач – Алев Окутан
- Енгин Алтан Дюзйатан – Халил Окутан
- Уур Полат – Кудрет Ертюрк
- Юлкю Дуру – Фериде Окутан
- Ахмет Левендоглу – Асъм Денизджи
- Сезай Алтекин – Йорго
- Левент Джан – Джевдет Корукан
- Филип Ардити – Мажид
- Айлин Аслъм – Селен Денизджи
- Айсен Сюмерджан – Роса
- Йълмаз Шериф – Бахман
- Баран Акбулут – Нихат
- Олгун Токер – Танер
- Емир Гейлан – Йомер Каран
- Мартин Турнер – Симон
- Гюнеш Хаят – Вахиде
- Елена Виунова – Надя
- Вахдет Чакар – Соргу
- Илкер Калели – Алпер
- Мехрноош Есмаелипоур – Лейля Малеки
- Елиф Сьонмез – Гюлден
- Башак Дашман – Айше
- Мехмет Билге Аслан – Джем
- Каан Урганджъоулу – Тайфун

## В България
В България сериалът започва на 13 септември 2013 г. по Диема Фемили под името „Край или начало“ и завършва на 15 ноември. Ролите се озвучават от Даниела Йорданова, Силвия Русинова, Даниела Сладунова, Николай Николов, Георги Георгиев-Гого и Христо Узунов.
На 12 юли 2021 г. започва повторно излъчване по TDC под името „Краят“.